# Interalogeno
Un interalogeno è una specie chimica neutra formata da due o più atomi appartenenti al gruppo degli alogeni (fluoro, cloro, bromo, iodio). La maggior parte degli interalogeni sono composti binari di formula generica XYn, dove X è l'alogeno più pesante e n può essere 1, 3, 5 o 7. In teoria si potrebbero avere tutte le possibili combinazioni, ma per motivi sterici si formano composti con n > 1 solo tra alogeni di dimensioni abbastanza diverse, e per n = 7 esiste solo IF7. La tabella seguente elenca gli interalogeni noti:
| Cl | ClF, ClF3, ClF5   |            |     |
| Br | BrF, BrF3, BrF5   | BrCl       |     |
| I  | IF, IF3, IF5, IF7 | ICl, I2Cl6 | IBr |
|    | F                 | Cl         | Br  |

Gli interalogeni sono composti molecolari diamagnetici, spesso volatili, a volte instabili. La forma delle molecole è quella prevedibile in base alla teoria VSEPR. Chimicamente sono specie molto reattive, fortemente ossidanti, e si idrolizzano rapidamente in presenza di acqua o umidità. Dal punto di vista applicativo i più importanti sono i fluoruri, alcuni dei quali sono usati come fluoruranti o come solventi.
In alcuni testi è menzionata l'esistenza degli interalogeni ternari IFCl2 e IF2Cl, la cui esistenza non è stata però mai confermata. 
Sono invece ben noti derivati dei composti interalogeni contenenti tre diversi alogeni, tra i quali la specie neutra CF3I(Cl)F, contenente il gruppo trifluorometile, e numerosi ioni polialogeni come ad esempio [IBrCl]+ e [IBrCl]–.

## Tipi e strutture

### Interalogeni diatomici

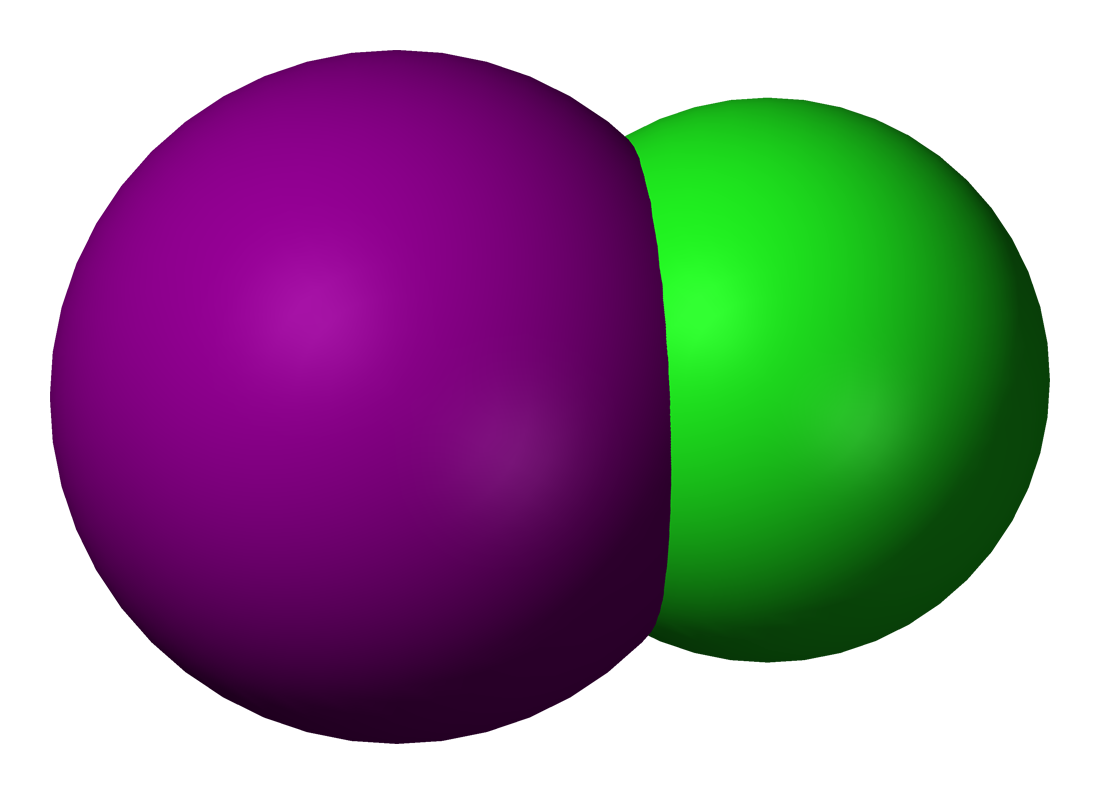
Monocloruro di iodio

Si conoscono tutti i sei possibili composti diatomici tra fluoro, cloro, bromo e iodio, anche se non tutti sono stabili. Si possono preparare per reazione diretta dagli elementi costituenti, ma per ottenerli puri è più conveniente usare altri approcci. Ad esempio:
Br2 + BrF3 → 3 BrF
Le molecole degli interalogeni diatomici, simmetria C∞v, presentano un legame covalente polare, con polarità che aumenta all'aumentare della differenza di elettronegatività tra i due alogeni legati, e le proprietà chimiche risultano intermedie tra quelle degli alogeni costituenti.
- Monofluoruro di cloro (ClF) è un gas incolore con punto di ebollizione di –100 ºC.
- Monofluoruro di bromo (BrF) è un liquido rosso chiaro che al di sopra di circa 20 ºC diventa gassoso e disproporziona formando BrF3 e Br2.
- Monofluoruro di iodio (IF) è molto instabile e disproporziona formando IF5  e I2.
- Monocloruro di bromo (BrCl) è un gas rosso bruno instabile con punto di ebollizione di 5 ºC.
- Monocloruro di iodio (ICl) è un solido rosso che fonde a 27,2 ºC formando un liquido rosso-bruno.
- Monobromuro di iodio (IBr) è un solido nero che fonde a 41 ºC.

### Interalogeni tetratomici

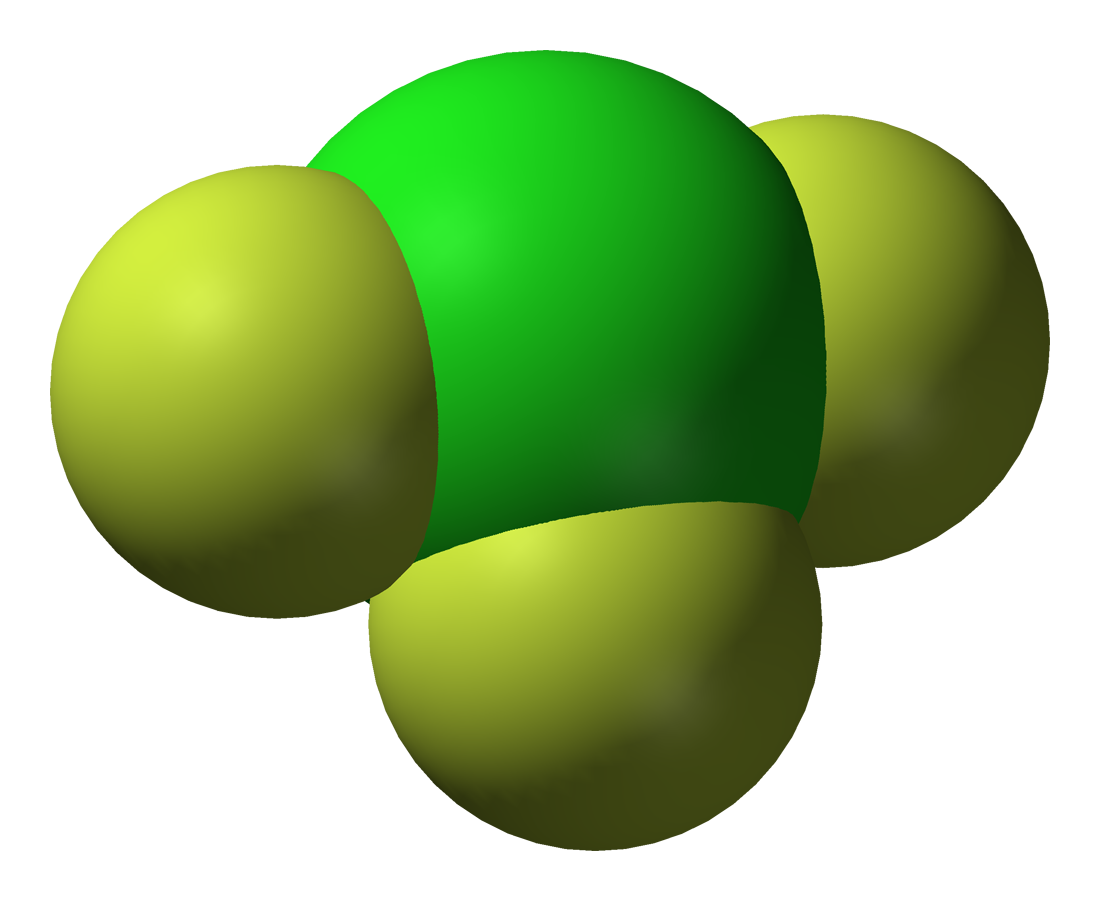
Trifluoruro di cloro

Si preparano per sintesi diretta dagli elementi costituenti, scegliendo con cura le condizioni di reazione per evitare la formazione di interalogeni indesiderati. Come previsto dalla teoria VSEPR le molecole degli interalogeni tetratomici sono planari con una caratteristica forma a T, simmetria C2v per le specie monomere.
- Trifluoruro di cloro (ClF3) è un gas incolore con punto di ebollizione di –12 ºC. È uno dei composti chimici più reattivi noti.
- Trifluoruro di bromo (BrF3) è un liquido volatile giallo paglierino che bolle a 126 ºC.
- Trifluoruro di iodio (IF3) è un solido giallo instabile, che si decompone sopra –28 ºC.
- Tricloruro di iodio è in realtà un dimero (I2Cl6), simmetria approssimata D2h,[7] che si presenta come un solido giallo; è instabile se riscaldato oltre temperatura ambiente.

### Interalogeni esatomici

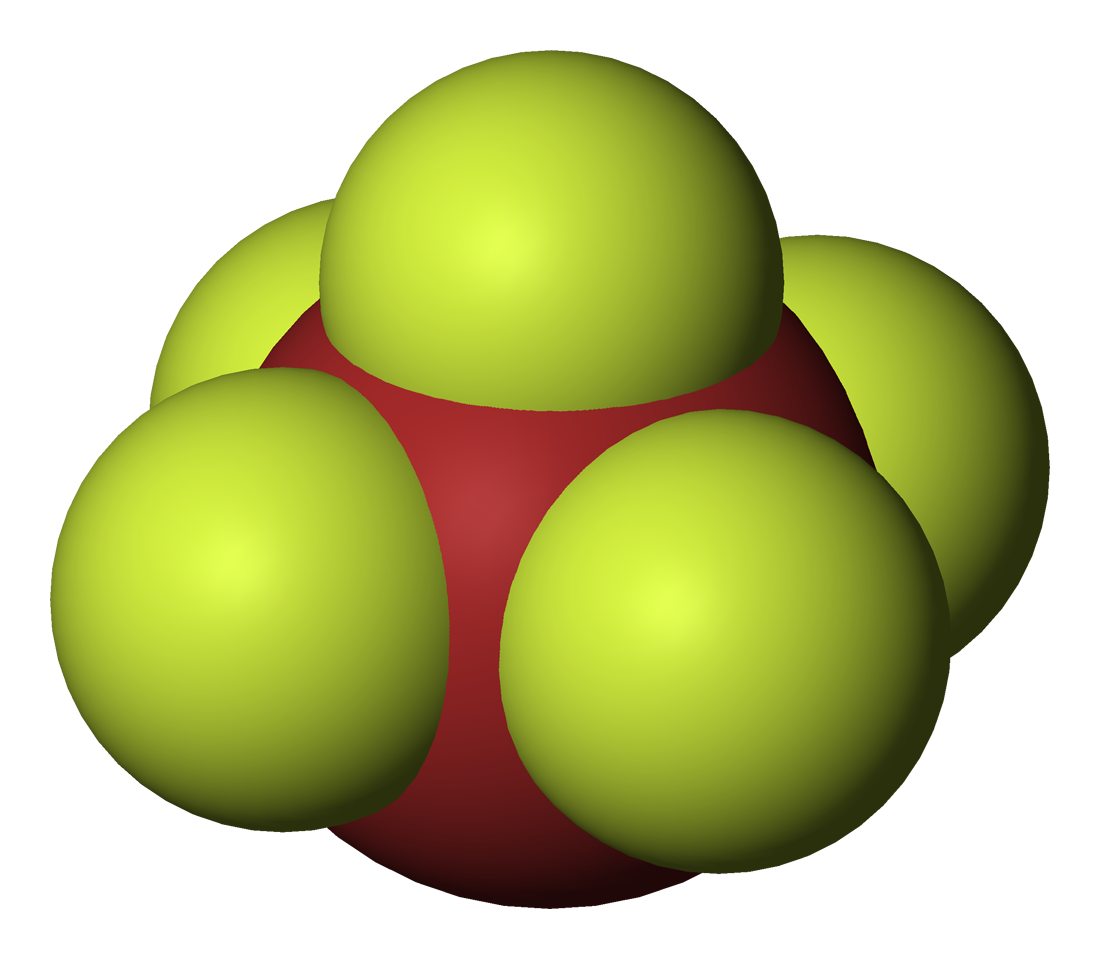
Pentafluoruro di bromo

In questa categoria si conoscono solo i tre fluoruri. Come previsto dalla teoria VSEPR queste molecole hanno la forma di una piramide a base quadrata, simmetria C4v, con l'atomo centrale un po' sotto il piano della piramide.
- Pentafluoruro di cloro (ClF5) è un gas incolore con punto di ebollizione di –13,1 ºC.
- Pentafluoruro di bromo (BrF5) è un liquido incolore che bolle a 41,3 ºC.
- Pentafluoruro di iodio (IF5) è un liquido incolore che bolle a 104,5 ºC.

### Interalogeni ottoatomici

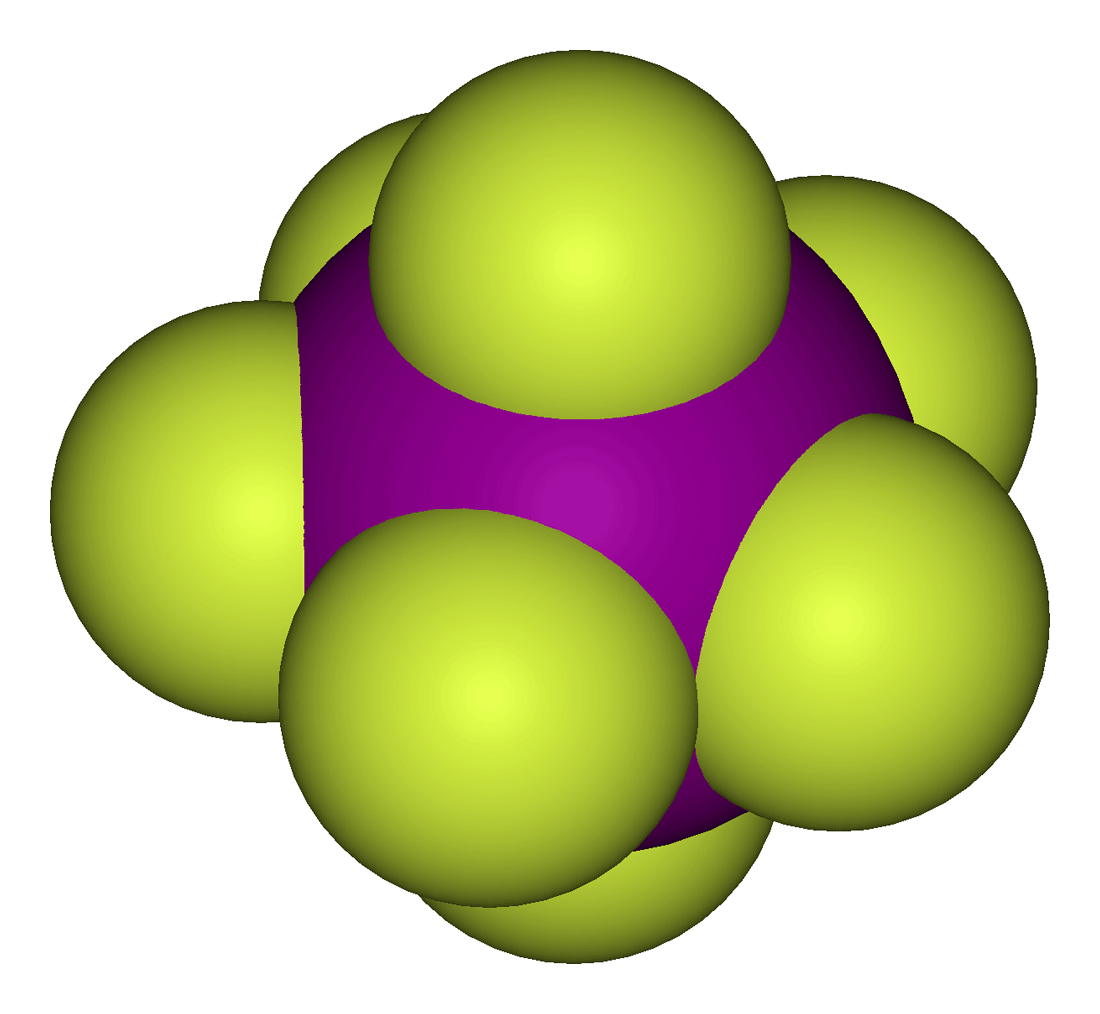
Eptafluoruro di iodio

Si conosce solo IF7; la molecola ha la forma di una bipiramide pentagonale, con simmetria D5h.
- IF7 è un gas incolore con punto di ebollizione di 4,8 ºC.

## Applicazioni
I composti interalogeni hanno proprietà ossidanti e fluoruranti. Dal punto di vista industriale sono importanti ClF3, BrF3, BrF5 e IF5. In particolare ClF3 e BrF3 sono usati nel riprocessamento di combustibili nucleari. ICl, IBr e BrF3 trovano applicazione anche come solventi ionizzanti non acquosi.